# Рікардо Бочині
Рікардо Бочині (ісп. Ricardo Bochini, нар. 25 січня 1954, Сарате) — колишній аргентинський футболіст, що грав на позиції півзахисника.
Протягом усієї кар'єри виступав за клуб «Індепендьєнте» (Авельянеда), а також національну збірну Аргентини. З клубом став чотириразовим чемпіоном Аргентини, п'ятиразовив володарем Кубка Лібертадорес, дворазовим володарем Міжконтинентального кубка та триразовим володарем Міжамериканського кубка. У складі збірної — чемпіон світу.

## Клубна кар'єра
Народився 25 січня 1954 року в місті Сарате. Вихованець футбольної школи клубу «Індепендьєнте» (Авельянеда). Дорослу футбольну кар'єру розпочав 1972 року в основній команді того ж клубу, кольори якої і захищав протягом усієї своєї кар'єри гравця, що тривала цілих двадцять років. Більшість часу, проведеного у складі «Індепендьєнте», був основним гравцем команди.

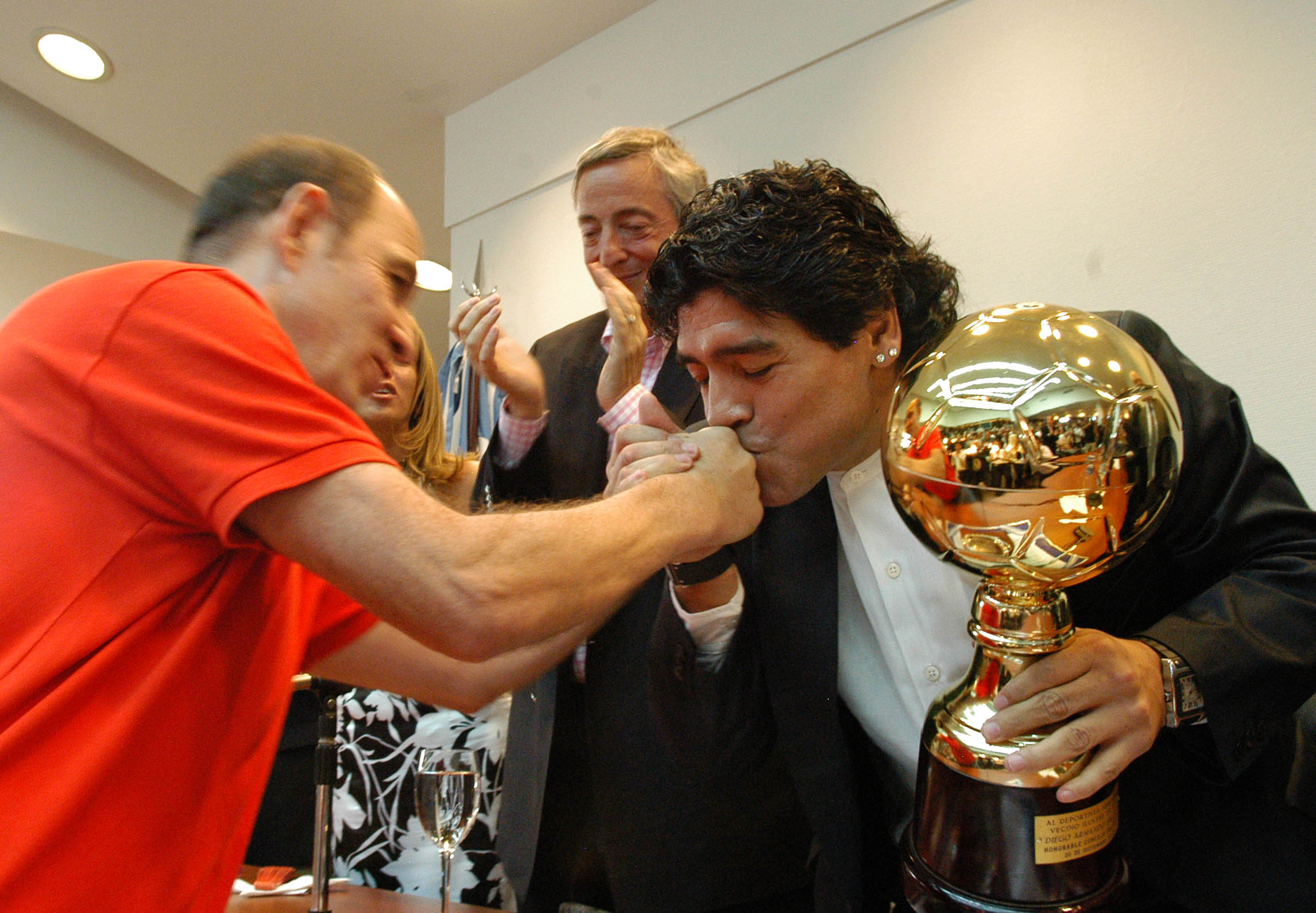
Марадона та Бочині

Саме з ним пов'язана «золота ера» в історії клубу, коли «Червоні Дияволи» неодноразово завойовували Кубок Лібертадорес. Двічі команда вигравала Міжконтинентальний кубок та обидва рази до цих успіхів був причетний Бочині. Він став живим символом та кумиром для вболівальників «Індепендьєнте». У складі рідного клубу він провів 740 матчів в чемпіонаті Аргентини, що є абсолютним рекордом країни. Незважаючи на достатньо непогану результативність (107 голів в чемпіонаті), Бочині прославився в першу чергу своїми фірмовими філігранними пасами — «бочинесками», які часто розрізали всю оборону суперника. Футболіст однаково добре діяв як в середині поля, так і на флангах.
Останній матч за «Індепендьєнте» Бочині провів 5 травня 1991 року проти «Естудіантеса». Матч закінчився з рахунком 1:1.

## Виступи за збірну
1977 року дебютував в офіційних матчах у складі національної збірної Аргентини. Розквіт кар'єри Рікардо припав на найкращі роки іншого великого футболіста — Дієго Марадони. Оскільки обидва діяли на одній позиції, це багато в чому завадило Бочині повністю розкрити свій потенціал за збірну.
У складі збірної Бочині був учасником розіграшу Кубка Америки 1979 року у різних країнах та чемпіонату світу 1986 року у Мексиці, здобувши того року титул чемпіона світу. Бочині зіграв в півфінальному матчі чемпіонату світу, вийшовши на заміну проти бельгійців — багато в чому це було обумовлено даниною поваги до самого футболіста. Дієго Марадона не раз заявляв про те, що Бочині є одним з його кумирів у футболі і що він схиляється перед його грою.
Протягом кар'єри у національній команді, яка тривала 10 років, провів у формі головної команди країни лише 28 матчів.

## Після ігрової кар'єри
Через три місяці після офіційного завершення ігрової кар'єри був 1991 року призначений у тандемі з іншим тренером-початківцем, Карлосом Френом, очільником тренерського штабу рідного «Індепендьєнте». Тренерська пара пропрацювали лише протягом тогорічної Апертури, за результатами якої команда фінішувала на одинадцятому місці.
Після цього невдалого тренерського досвіду Бочині вирішив до роботи тренером не повертатися. Надалі співпрацював з «Індепендьєнте» як радник та медіа-представник.
У листопаді 2007 року його статус живої легенди «Індепендьєнте» був визнаний перейменуванням на його честь вулиці в Авельянеді, на якій розташований «Лібертадорес де Америка», клубний стадіон команди.

## Титули і досягнення

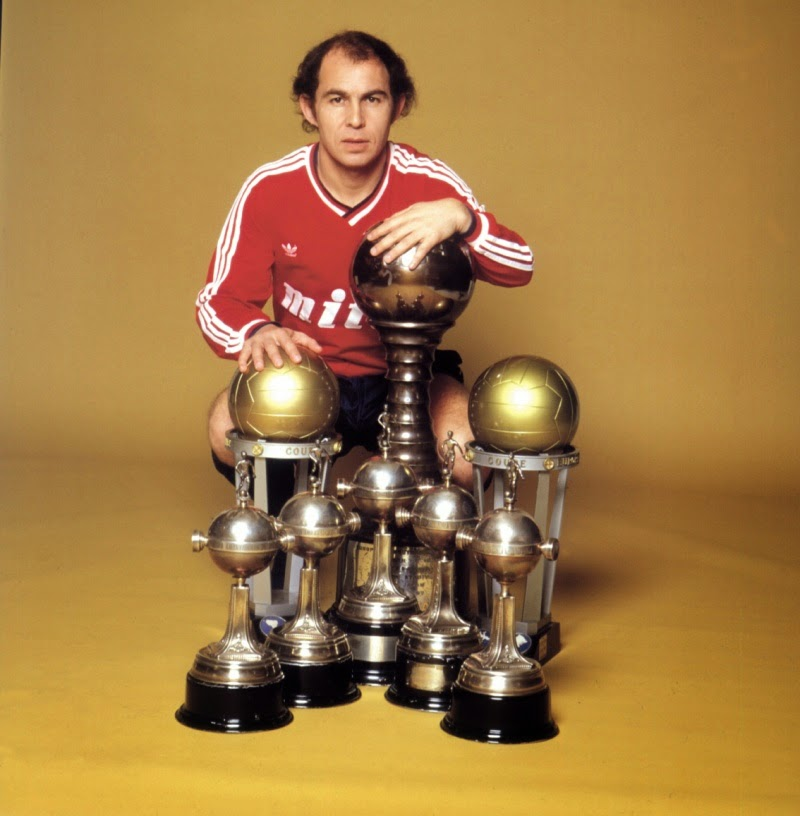
Бочині з копіями трофеїв, здобутих у складі «Індепендьєнте»

- Чемпіон Аргентини (4):

«Індепендьєнте» (Авельянеда): Насьйональ 1977, Насьйональ 1978, Метрополітано 1983, 1988-89
- Володар Кубка Лібертадорес (5):

«Індепендьєнте» (Авельянеда): 1972, 1973, 1974, 1975, 1984
- Володар Міжконтинентального кубка (2):

«Індепендьєнте» (Авельянеда): 1973, 1984
- Володар Міжамериканського кубка (3):

«Індепендьєнте» (Авельянеда): 1973, 1974, 1975
- Чемпіон світу (1):

Аргентина: 1986

### Особисті
- Футболіст року в Аргентині: 1983